# 検量
検量（けんりょう）は、一般に何かの重量などを計ること。主に物流分野やスポーツ分野（体重階級制競技や競馬）などで使われる。

## 物流分野における検量
貨物の容積および質量を計る作業を指す。

### 海運における検量
船社・荷主の委託を受け、船舶の貨物の積み卸しに際して、どんな貨物(種類・銘柄)を、どれだけ（個数・正味質量）、積み卸したかを正確に確認し、その結果を証明をする業務。
- 本船・艀（はしけ）・台船・コンテナなどに鋼材・スクラップ・紙・その他雑貨などの製品を定められた積載量に達するように行う。
- 材木の採寸し検量する作業を「寸検」、また土砂やスクラップを本船や艀（はしけ）台船に積むときの検量作業は「土砂検」と称する。

検数を事業として行うには、港湾運送事業法に基づき「検量事業」として、国土交通大臣に許可を得なければならない。具体的業務は検量事業者に所属する検量人が行う。

## スポーツ分野における検量

### 体重階級制競技
体重階級制競技として、レスリング、柔道、ボクシング、テコンドー、ウエイトリフティング
などがある。

### 競馬
競馬における検量は、騎手の体重と各種装備（鞍・鐙など）、重量調整用の錘などを合計した重さが、予め定められた負担重量に対して一定の範囲内に収まっているかどうかを、レースの前と後に確認する作業のことを指す。通常レース前の検量を前検量、レース後の検量を後検量と呼ぶ。
もし負担重量に対し実際の重さが一定の範囲に収まっていない場合は、騎手に対し過怠金や騎乗停止などの制裁が課せられる。特に後検量で1 kgを超える重量不足が発覚した場合などは、レース結果に影響が及ぶ可能性があるため、当該騎手の騎乗した馬が失格となることもある。